# Őszi füzértekercs
Az őszi füzértekercs (Spiranthes spiralis) a kosborfélékhez tartozó, szeptember-októberben virágzó, Európában, Észak-Afrikában és Nyugat-Ázsiában honos vadvirág.

## Tudományos neve
A füzértekercsek latin neve az ógörög szpeira (spirál) és anthosz (virág) szavakból ered. Linné Ophrys spiralis-nak nevezte a fajt. Egyéb szinonimái: O. autumnalis, Epipactis spiralis, Serapias spiralis, Neottia spiralis, N. autumnalis, Ibidium spirale, Gyrostachys autumnalis, Spiranthes autumnalis és S. glauca.

## Megjelenése

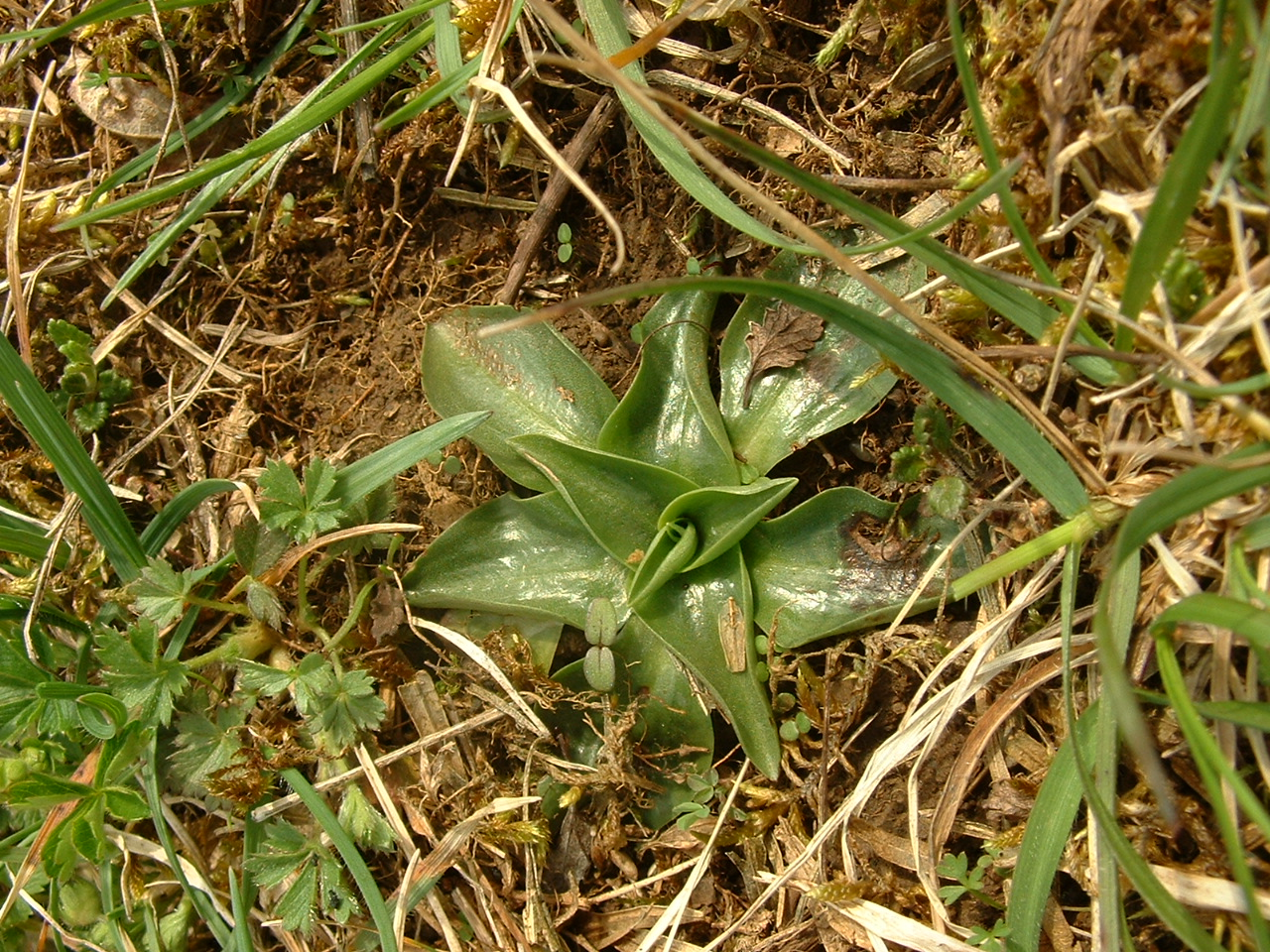
Levelei

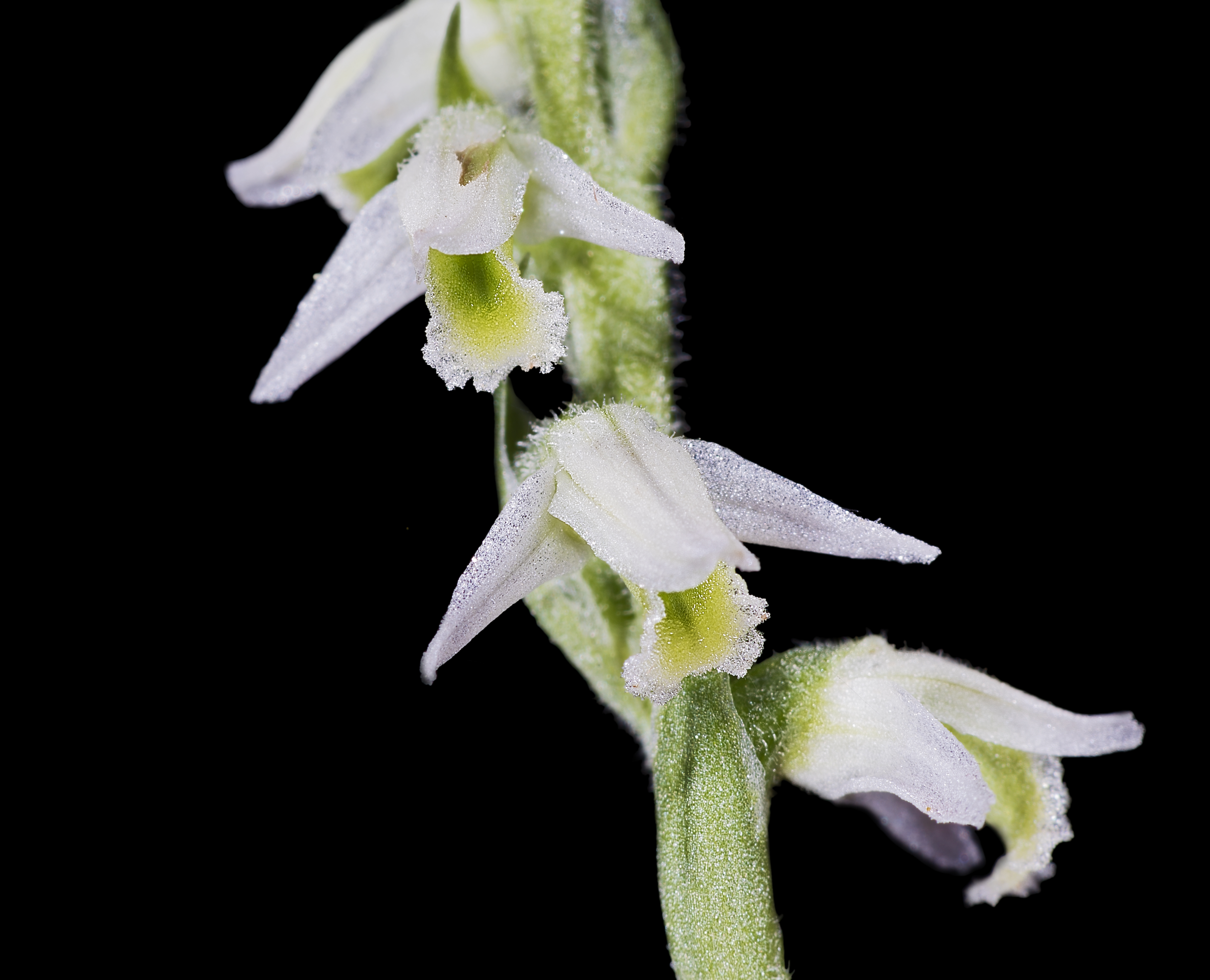
Virágai

Az őszi füzértekercs évelő, lágyszárú, 7–20 cm magas növény. A föld alatt 2-4 (ritkán 6) 1–3 cm hosszú és 0,5-1,5 cm széles, megnyúlt ovális alakú gumója található. A végük felé kissé keskenyedő gumók halványbarnák és rövid, áttetsző szőrök borítják őket elszórtan. A szimbionta gombáktól penészszagúak. A többi orchideafajtól eltérően nincsenek vastag, fonalszerű, a szár aljából eredő másodlagos gyökerei. A növény igen lassan növekszik, nyolc évre van szüksége, hogy föld fölötti leveleket fejlesszen és újabb három évre, hogy virágozzon. Ezután sem virágzik minden évben és rossz körülmények esetén leveleket sem növeszt. Augusztus végén jelenik meg rozettát formáló 3-7 levele. A levelek fényes élénkzöldek, 2-4 (kivételesen 5,5) cm hosszúak, 0,5-1,5 cm szélesek, nyél nélküliek, oválisak, kihegyesedő végűek. Három-öt kiemelkedő ér fut végig rajtuk. A mediterráneumban élő növények láthatóan robusztusabbak az északabbra élőknél. A levelek áttelelnek, majd nyár elejére (legkésőbb júliusra) elszáradnak. Néhány héttel később a halott tőlevélrózsa mellől nő ki a virágzat szára.
A szár szürkészöld, 7–20 cm magas (Dél-Európában akár 40 cm is lehet), egyenes, nem elágazó. Különösen a vége felé rövid, áttetsző mirigyszőrök borítják sűrűn, alul apró, hegyes fellevelek találhatóak rajta. A virágzat 3–12 cm hosszú; 10-15 virágból áll, amelyek egy sorba rendeződnek, amely többnyire spirálisan megcsavarodik a szár tengelye körül. A csavarodás iránya lehet az óramutató járása szerint, de fordítva is; ritkábban egyenes vonalban is állhatnak a virágok. Minden virág tövét egy hegyes, felfelé álló, mirigyszőrös murvalevél védelmezi. A virágok aprók, kb. fél cm-esek, fehérek. Illatukat gyöngyvirághoz, vaníliához és mandulához is hasonlították. A fehér szirmok kihegyesedőek, szintén finoman mirigyszőrösek. A mézajak (labellum) 4–5 mm hosszú, fehéreszöld, lekerekedő végű, végén lefelé hajló; széle fehér, áttetsző kinövésektől csipkés. A virágnak nincs sarkantyúja. Más orchideaféléktől eltérően nektárt is termelnek. Önbeporzás nincs, a virágokat méhek és poszméhek porozzák be. A virágok mintegy fele érlel termést.
Termése ovális toktermés, 5,5–7 mm hosszú és 2–4 mm széles; belseje tele van az apró, 0,1-0,6 mm-es magvakkal. Az október-novemberre megérő magokat a szél hordja szét, de sokszor nem messzire, még egy méterre sem. Emiatt, és mert a növény időnként vegetatívan is szaporodik, föld alatti részének oldalrügyeiből, a füzértekercsek sokszor kis csoportokban találhatók.
Kromoszómaszáma 2n=30.
Hasonló faj a nyári füzértekercs (S. aestivalis), de az május-júliusban virágzik élő tőlevélrózsából (nem elszáradtból) és szirmai inkább krémszínűek, mint zöldesfehérek. 

## Elterjedése

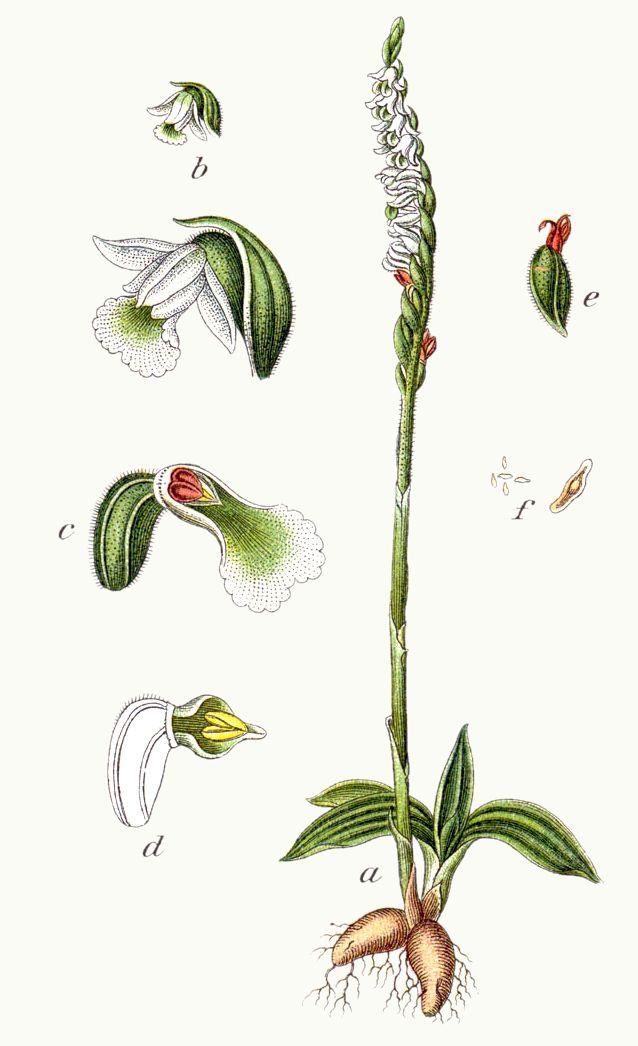
Őszi füzértekercs az 1796-os Deutschlands Flora in Abbildungen-ben

Az őszi füzértekercs elsősorban Európában, illetve a szomszédos területeken, Észak-Afrikában és Nyugat-Ázsiában honos. Elterjedési területének határai nyugaton Írország és Portugália; délen Algéria partvidéki hegyei, Szicília, Kréta, Törökország tengerparti régiói, kelet felé a Kaukázuson és Észak-Iránon át a Nyugat-Himalájáig nyúlik; északon pedig Észak-Anglia (Skócia már nem), Hollandia, Dánia, Dél-Baltikum, Nyugat-Ukrajna. Van ahol közönséges (mint Franciaországban Bretagne-ban és Provence-ban, de pl. Németország több tartományában (Baden-Württemberg, Rheinland-Pfalz, Szász-Anhalt, Thüringia, Alsó-Szászország) rendkívül megritkult vagy a kipusztulás szélén áll. Magyarországon elsősorban a Dunántúl dombságain fordul elő, Zalában viszonylag gyakori. A Duna-Tisza közéről két élőhelye ismert
Eredetileg valószínűleg mediterrán faj volt, több ezer évvel ezelőtt a mezőgazdaság és az erdőirtások elterjedésével telepedett meg az újonnan létrejövő réteken, legelőkön.
Magyarországon védett, természetvédelmi értéke 10 000 Ft.

## Ökológiája
Száraz, közepesen száraz réteken, tisztásokon, legelőkön, gyümölcsösökben, bozótosokban fordul elő. Nem kedveli, ha a füvek összezárulnak fölötte, ezért elsősorban legeltetett, kaszált rétek növénye. A talajt illetően nem különösen igényes, meszes talajokon, homokos, kavicsos tengerparti talajon vagy kissé savanyú földű hangásokban is megél; azonban nem lehet túl nedves vagy túl száraz. Előnyben részesíti az alacsony nitrogén- és foszfortartalmú talajt.  

### Gombaszimbiontája

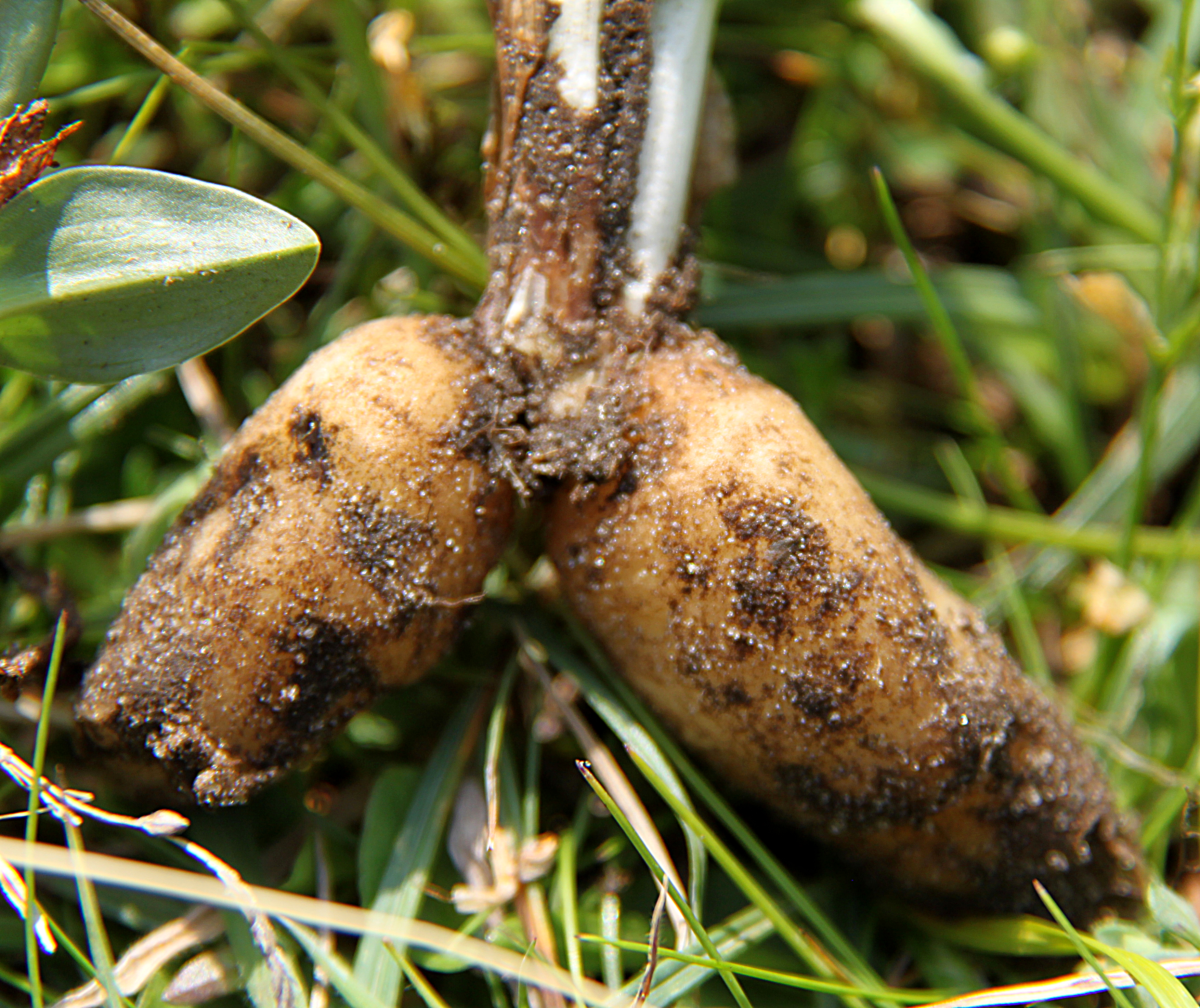
Gumói

Sok más orchideához hasonlóan, az őszi füzértekercs is gombákkal él szimbiózisban és szüksége van rájuk, hogy magja sikeresen kicsírázzon, ugyanis annak semmilyen tápanyagtartaléka sincs. A csíranövény gyökerei és a gombafonalak egybenőnek és mikorrhizát alkotnak. A fiatal növény gyakorlatilag a gomba parazitája, vizet, ásványi és szerves anyagokat kap a gombamicéliumtól. Mivel nyolc évbe is beletelik, amíg az orchidea zöld leveleket fejleszt, ez az életszakasz igen hosszú. A kifejlett növény is összefonódik a gombákkal, a hifák száma ősszel és télen a legnagyobb. A virágzás kezdetén a legmélyebbre hatolt hifákat a növény lebontja, de gumójának külső sejtrétege ilyenkor is tartalmaz élő gombafonalakat. Többféle gombával is képes gyökérkapcsoltságot létesíteni, köztük vannak olyanok amelyek más orchideáknak is szimbiontái, mint Ceratobasidium vagy  Rhizoctonia. Vannak azonban csak rá jellemző gombanemzetségek is, mint a Davidiella, Leptosphaeria és Alternaria tömlősgombák vagy a Malassezia bazídiumos gombák. Még az olyan, egyébként patogén gombák is megtalálhatóak az amúgy egészséges füzértekercsekben,, mint a Fusarium oxysporum vagy Bionectria ochroleuca. Vannak azonban gombák, mint az Uredo oncidii, amelyek megbetegítik a növény leveleit és szárát.

## Fordítás
- Ez a szócikk részben vagy egészben  a   Spiranthes spiralis című angol Wikipédia-szócikk ezen változatának fordításán alapul.  Az eredeti cikk szerkesztőit annak laptörténete sorolja fel. Ez a jelzés csupán a megfogalmazás eredetét és a szerzői jogokat jelzi, nem szolgál a cikkben szereplő információk forrásmegjelöléseként.